# Musculus quadratus femoris
Der Musculus quadratus femoris (lat. für „viereckiger Schenkelmuskel“) ist einer der dorsalen kurzen Skelettmuskeln der Hüfte. Er schließt sich distal an den Musculus gemellus inferior an.

## Funktion
Der Musculus quadratus femoris ist bei gestrecktem Oberschenkel nach dem Musculus glutaeus maximus der zweitstärkste Außenrotator des Femur. Zusätzlich hebt sein Muskelfleisch bei einer Kontraktion den Nervus ischiadicus an, der über ihn verläuft, und verhindert somit dessen Einklemmung zwischen dem Trochanter major femoris und dem Tuber ischiadicum. Bei gebeugter Hüfte ist der Muskel zusätzlich ein Abduktor des Spielbeins und bei gestreckter Hüfte ein Adduktor.